# Lőrincz Emil (labdarúgó, 1965)
Lőrincz Emil (Budapest, 1965. szeptember 29. –) háromszoros magyar bajnok, kétszeres magyar kupagyőztes, válogatott labdarúgó, hátvéd és edző.

## Pályafutása

### Klubcsapatban
Az MTK válogatott labdarúgója volt 1984-1990 és 1995-1999 között. Külföldön öt évig az RWD Molenbeek játékosa volt.

### A válogatottban
1990 és 1997 között 37 alkalommal szerepelt a válogatottban és 3 gólt szerzett.

## Sikerei, díjai
- Magyar bajnokság
  - bajnok: 1986–87, 1996–97, 1998–99
  - 2.: 1989–90
  - 3.: 1988–89
- Magyar kupa
  - győztes: 1997, 1998

## Statisztika

### Mérkőzései a válogatottban
| Magyarország | Magyarország         | Magyarország                      | Magyarország     | Magyarország | Magyarország | Magyarország | Magyarország | Magyarország |
| #            | Dátum                | Helyszín                          | Hazai            | Eredmény     | Vendég       | Kiírás       | Gólok        | Esemény      |
| ------------ | -------------------- | --------------------------------- | ---------------- | ------------ | ------------ | ------------ | ------------ | ------------ |
| 1.           | 1990. április 11.    | Salzburg, Lehen Stadion           | Ausztria         | 3 – 0        | Magyarország | barátságos   | -            | 85'          |
| 2.           | 1990. október 10.    | Bergen, Brann Stadion             | Norvégia         | 0 – 0        | Magyarország | Eb-selejtező | -            |              |
| 3.           | 1990. október 17.    | Budapest, Népstadion              | Magyarország     | 1 – 1        | Olaszország  | Eb-selejtező | -            |              |
| 4.           | 1990. október 31.    | Budapest, Hungária körúti Stadion | Magyarország     | 4 – 2        | Ciprus       | Eb-selejtező | 1            | 1'           |
| 5.           | 1991. március 27.    | Santander, Sardinero Stadion      | Spanyolország    | 2 – 4        | Magyarország | barátságos   | 2            | 55' 89'      |
| 6.           | 1991. április 3.     | Limassol                          | Ciprus           | 0 – 2        | Magyarország | Eb-selejtező | -            |              |
| 7.           | 1991. április 17.    | Budapest, Népstadion              | Magyarország     | 0 – 1        | Szovjetunió  | Eb-selejtező | -            |              |
| 8.           | 1991. május 1.       | Salerno, Arechi Stadion           | Olaszország      | 3 – 1        | Magyarország | Eb-selejtező | -            |              |
| 9.           | 1991. szeptember 11. | Győr, Rába ETO Stadion            | Magyarország     | 1 – 2        | Írország     | barátságos   | -            |              |
| 10.          | 1991. szeptember 25. | Moszkva, Luzsnyiki Stadion        | Szovjetunió      | 2 – 2        | Magyarország | Eb-selejtező | -            |              |
| 11.          | 1991. október 9.     | Székesfehérvár, Sóstói Stadion    | Magyarország     | 0 – 2        | Belgium      | barátságos   | -            | 65'          |
| 12.          | 1991. október 30.    | Szombathely, Rohonci úti stadion  | Magyarország     | 0 – 0        | Norvégia     | Eb-selejtező | -            |              |
| 13.          | 1992. március 25.    | Budapest, Népstadion              | Magyarország     | 2 – 1        | Ausztria     | barátságos   | -            |              |
| 14.          | 1992. április 29.    | Ungvár                            | Ukrajna          | 1 – 3        | Magyarország | barátságos   | -            | 86'          |
| 15.          | 1992. május 12.      | Budapest, Népstadion              | Magyarország     | 0 – 1        | Anglia       | barátságos   | -            |              |
| 16.          | 1992. május 27.      | Stockholm, Råsunda Stadion        | Svédország       | 2 – 1        | Magyarország | barátságos   | -            |              |
| 17.          | 1992. június 3.      | Budapest, Népstadion              | Magyarország     | 1 – 2        | Izland       | vb-selejtező | -            |              |
| 18.          | 1992. augusztus 26.  | Nyíregyháza, Városi Stadion       | Magyarország     | 2 – 1        | Ukrajna      | barátságos   | -            | 45'          |
| 19.          | 1992. szeptember 9.  | Luxembourg, Municipal Stadion     | Luxemburg        | 0 – 3        | Magyarország | vb-selejtező | -            |              |
| 20.          | 1992. szeptember 23. | Budapest, Üllői úti Stadion       | Magyarország     | 0 – 0        | Izrael       | barátságos   | -            |              |
| 21.          | 1992. október 11.    | Doha                              | Katar            | 1 – 4        | Magyarország | barátságos   | -            |              |
| 22.          | 1992. október 13.    | Doha                              | Katar            | 1 – 1        | Magyarország | barátságos   | -            | 81'          |
| 23.          | 1992. november 11.   | Szaloniki, PAOK Stadion           | Görögország      | 0 – 0        | Magyarország | vb-selejtező | -            |              |
| 24.          | 1993. március 7.     | Fukuoka, Hakatanomori Stadion     | Japán            | 0 – 1        | Magyarország | Kirin-kupa   | -            |              |
| 25.          | 1993. március 10.    | Nagoja, Mizuho Stadion (JPN)      | Egyesült Államok | 0 – 0        | Magyarország | Kirin-kupa   | -            |              |
| 26.          | 1993. április 15.    | Budapest, Népstadion              | Magyarország     | 0 – 2        | Svédország   | barátságos   | -            |              |
| 27.          | 1993. április 28.    | Moszkva, Luzsnyiki Stadion        | Oroszország      | 3 – 0        | Magyarország | vb-selejtező | -            |              |
| 28.          | 1993. május 29.      | Dublin, Lansdowne Road            | Írország         | 2 – 4        | Magyarország | barátságos   | -            |              |
| 29.          | 1993. június 16.     | Reykjavík, Laugardalsvöllur       | Izland           | 2 – 0        | Magyarország | vb-selejtező | -            |              |
| 30.          | 1994. október 12.    | Budapest, Népstadion              | Magyarország     | 0 – 0        | Németország  | barátságos   | -            |              |
| 31.          | 1994. november 16.   | Stockholm, Råsunda Stadion        | Svédország       | 2 – 0        | Magyarország | Eb-selejtező | -            |              |
| 32.          | 1995. március 8.     | Budapest, Fáy utcai Stadion       | Magyarország     | 3 – 1        | Lettország   | barátságos   | -            |              |
| 33.          | 1995. március 29.    | Budapest, Népstadion              | Magyarország     | 2 – 2        | Svájc        | Eb-selejtező | -            |              |
| 34.          | 1997. április 30.    | Zürich                            | Svájc            | 1 – 0        | Magyarország | vb-selejtező | -            |              |
| 35.          | 1997. június 8.      | Budapest, Népstadion              | Magyarország     | 1 – 1        | Norvégia     | vb-selejtező | -            |              |
| 36.          | 1997. október 11.    | Helsinki                          | Finnország       | 1 – 1        | Magyarország | vb-selejtező | -            |              |
| 37.          | 1997. október 29.    | Budapest, Üllői úti Stadion       | Magyarország     | 1 – 7        | Jugoszlávia  | vb-selejtező | -            |              |
|              | Összesen             |                                   |                  | 37           | mérkőzés     |              | 3            | gól          |

## Edzői pályafutása
1999 nyarán hagyta abba az aktív labdarúgó pályafutását és a Henk Ten Cate pályaedzője lett, ahol a tartalék csapatot is irányította. Utána az MTK utánpótlását irányította és Bodajkon is dolgozott edzőként. Egy NB III-as gödöllői kitérő után a Vasas U17-es korosztályát is vezette. A 2011-es tavaszi idénytől ő váltotta Gabala Krisztiánt a Budapest Honvéd NB II-es csapatának vezetőedzői posztján. A 2012/13-as idény elejétől az NB I-es PMFC pályaedzője. Supka Attila menesztését követően 2013 januárjától őt nevezik ki a PMFC vezetőedzőjének. 2014-ben a Zalaegerszeg edzőjeként folytatta pályafutását.
2015-ben a Dunaújváros PASE vezetőedzője lett. Itt 2020 szeptemberéig dolgozott.